# DJ Trip
DJ Trip, pseudonimo di Cesare Tripodo (Bari, 1964 – Bari, 20 ottobre 1991), è stato un disc jockey italiano.

## Biografia
Nel 1983 fece uscire il suo primo lavoro, Mash-up, mentre lavorava come dj nel club Rainbow di Bari.
Era noto per le sue doti da dj: con due giradischi e un mixer a due canali, Tripodo utilizzava le tecniche di scratch e mixcome cutting, backspinning (usando duplicati di copie dello stesso disco) e punch-phra sing, mixando dischi in vinile di genere hip hop persino con i piedi e spostando il cursore del mixer con la bocca e il naso, tramite la tecnica del clock theory.
Nel 1990 arriva secondo al campionato del DMC.
Nel 1991 vince la finale dei campionati italiani del DMC arrivando poi secondo al livello europeo.
Morì nei pressi dello stadio San Nicola, a causa di un incidente stradale, il 20 ottobre del 1991.